# アドリアン・ボーイセン
アドリアン・ボーイセン（Adriaan Booysen、1996年5月17日 - ）は、メジャーリーグラグビー、ダラス・ジャッカルズに所属するラグビーユニオン選手。

## プロフィール
- ナミビア・ゴバビス出身。
- ポジションはナンバーエイト(No8)。
- 身長 190cm、体重 112kg
- ナミビア代表キャップは24（2025年3月現在）でワールドカップ2019・2023のナミビア代表に選ばれた[1][2]。

## 略歴
ウェルウィッチアスを経て、2020年、ヒューストン・セイバーキャッツに加入。
2022年、ダラス・ジャッカルズに加入。